# Lizofosfolipidni receptor
Lizofosfolipidni receptori (LPL-R) su članovi familije G protein-spregnutih receptora, integralnih membranskih proteina koji učestvuju u lipidnoj signalizaciji. Kod čoveka postoji osam LPL receptora, koji su kodirani zasebnim genima. Ti geni LPL receptora se ponekad označavaju sa "Edg” (engl. endothelial differentiation gene).

## Poreklo imena
Termin lizofosfolipid (LPL) se odnosi na bilo koji fosfolipid kome nedostaje jedan od dva O-acilna lanca. Drugim rečima, LPL molekuli sadrže slobodni alkohol u bilo sn-1 ili sn-2 poziciji. Prefiks 'lyso-' ukazuje na činjenicu da je za lizofosfolipide originalno nađeno da su hemolitici, mada je on naknadno poprimio značenje fosfolipida kome nedostaje jedan acilni lanac. LPL molekuli su obično nastaju dejstvom fosfolipaze A na regularne fosfolipide poput fosfatidilholina ili fosfatidne kiseline, mada oni mogu da budu formirani acilacijom glicerofosfolipida ili fosforilacijom monoacilglicerola. Neki LPL ligandi imaju važne signalne uloge, npr. lizofosfatidna kiselina.

## Ligandi
Ligandi LPL-R grupe su ekstracelularni lizofosfolipidni signalni molekuli, lizofosfatidna kiselina (LPA) i sfingozin 1-fosfat (S1P).

## Funkcija
ligandi se vezuju za i aktiviraju receptore na ćelijskoj membrani. U zavisnosti od liganda, receptora, i ćelijskog tipa, aktivirani receptor može da ima višestruke efekte na ćeliju. Ono obuhvataju primarne efekte inhibicije adenilil ciklaze i oslobađanja kalcijuma iz endoplazmatičnog retikuluma, kao i sekundarne efekte poput prevencije apoptoze i povišenja ćelijske proliferacije.

## Članovi grupe
Sledeća lista sadrži osam poznatih LPL receptora čoveka:
| Simbol gena | Simbol | Gen / Ime proteina                 | Agonist Ligand | Sinonimi |
| ----------- | ------ | ---------------------------------- | -------------- | -------- |
|             | LPA1   | receptor lizofosfatidne kiseline 1 |                |          |
|             | LPA2   | receptor lizofosfatidne kiseline 2 | "              |          |
|             | LPA3   | receptor lizofosfatidne kiseline 3 | "              |          |
|             | 4      | receptor lizofosfatidne kiseline 4 | "              |          |
|             | 5      | receptor lizofosfatidne kiseline 5 | "              |          |
|             | 6      | receptor lizofosfatidne kiseline 6 | "              |          |
|             | S1P1   | sfingozin-1-fosfatni receptor 1    |                |          |
|             | S1P2   | sfingozin-1-fosfatni receptor 2    | "              |          |
|             | S1P3   | sfingozin-1-fosfatni receptor 3    | "              |          |
|             | S1P4   | sfingozin-1-fosfatni receptor 4    | "              |          |
|             | S1P5   | sfingozin-1-fosfatni receptor 5    | "              |          |

## Literatura
1. 1 2  Chun J, Goetzl EJ, Hla T, Igarashi Y, Lynch KR, Moolenaar W, Pyne S, Tigyi G (2002). „International Union of Pharmacology. XXXIV. Lysophospholipid receptor nomenclature”. Pharmacol Rev. 54 (2): 265—9. PMID 12037142. doi:10.1124/pr.54.2.265.
2. ↑  Meyer zu Heringdorf D, Jakobs KH (2007). „Lysophospholipid receptors: signalling, pharmacology and regulation by lysophospholipid metabolism”. Biochim Biophys Acta. 1768 (4): 923—40. PMID 17078925. doi:10.1016/j.bbamem.2006.09.026.
3. ↑  Choi JW, Herr DR, Noguchi K, Yung YC, Lee CW, Mutoh T, Lin ME, Teo ST, Park KE, Mosley AN, Chun J (2010). „LPA Receptors: Subtypes and Biological Actions”. Annual Review of Pharmacology and Toxicology. 50 (1): 157—186. PMID 20055701. doi:10.1146/annurev.pharmtox.010909.105753.
4. ↑  Pasternack SM, von Kügelgen I, Aboud KA, Lee YA, Rüschendorf F, Voss K, Hillmer AM, Molderings GJ, Franz T, Ramirez A, Nürnberg P, Nöthen MM, Betz RC (2008). „G protein-coupled receptor P2Y5 and its ligand LPA are involved in maintenance of human hair growth”. Nat. Genet. 40 (3): 329—34. PMID 18297070. doi:10.1038/ng.84.

## Spoljašnje veze
- „Lysophospholipid Receptors”. IUPHAR Database of Receptors and Ion Channels. International Union of Basic and Clinical Pharmacology. Архивирано из оригинала 02. 09. 2012. г.
- Lysophospholipid+receptors на 